# Phalacronotus
Phalacronotus là một chi cá da trơn bản địa của vùng châu Á trong họ cá Siluridae. Trong số đó có loài Cá kết (Phalacronotus bleekeri) chính là loài làm nguyên liệu cho món ăn Pla nuea on (tiếng Thái: ปลาเนื้ออ่อน) trong ẩm thực Thái Lan

## Các loài
Hiện hành ghi nhận các loài cá sau đây:
- Phalacronotus apogon (Bleeker, 1851)
- Phalacronotus bleekeri (Günther, 1864)
- Phalacronotus micronemus (Bleeker, 1846)
- Phalacronotus parvanalis (Inger & Chin, 1959)